# Вілла Корнаро
Вілла Корнаро (італ. Villa Cornaro) — заміська садиба венеційської родини Корнаро в місцині Пйомбіно-Дезе, провінція Падуя.

## В 16 столітті

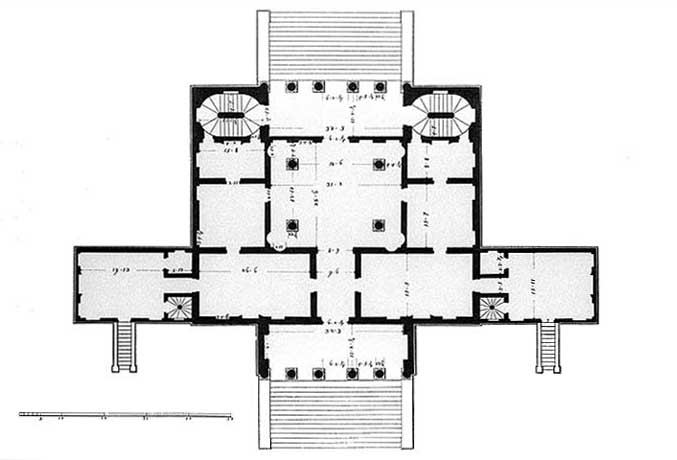
Вілла Корнаро, план першого поверху, фіксація 1781 року.

Вілла Корнаро була вибудована майже в той же період, що і вілла родини Пізані в Монтаньяна. Джорджо Корнаро придбав ділянку землі в Пйомбіно-Дезе неподалік від Падуї. Садиба вже була обладнана до березня 1553 року, а в квітні 1554 року був вибудований перший поверх житлового помешкання. Проект створив архітектор Андреа Палладіо.
Віллу розбудовували частинами. Два інші будівельні сезони у 1569 та 1688 роках відбулися за участі учня і спадкоємця Палладіо — Вінченцо Скамоцці. Ймовірно, він же був ініціатором запрошення на роботу на віллі венеційського архітектора і скульптора Камілло Маріні.
Вілла вибудована абсолютно симетрично. Всі зали споруди облямовують центральну залу першого поверху з чотирма колонами. Дві симетричні сходові клітки ведуть на другий поверх, приміщення якого були первісно відведені для представників родини Корнаро. Бічні крила прибудовані Вінченцо Скамоцці. Споруда має головну вісь і два парадні фасади, прикрашені лоджиями. Віддалено вони нагадують цернтральні лоджиї венеційських палаццо, але вирішені в стилістиці палладіанської архітектрури (Падаццо Кьєрікаті, Віченца).
Вілла не має зелельної ділянки чи сільськогосподарських угідь. Вона має лише представницьку функцію.

## Історичні інтер'єри
Довгий час кімнати вілли не мали художнього декору. Окрасою приміщення першого поверху була лише підлога з червоної цегли. Лише 1588 року були виконані якісь ліплені оздоби. Новий період декорування закінчили лише 1716 року. Створили близько 160 невеликих декоративних фресок (художник Маттіа Бортолоні), ліплені рами з путті і квітами — роботи Бартоло Кабіянка.

## В 19 і 20 ст
Більш ніж 250 років вілла належала представникам родини Корнаро. Деякий час стояла пусткою. 1989 року її придбала родина Гейбл зі Сполучених Штатів. 1996 року споруда вілли визнана пам'яткою світової спадщини ЮНЕСКО.